# Michael Jochum
Michael Jochum es parte de la banda creadora del Nu metal: Korn. Es el segundo percusionista de esta banda junto con Kalen Chase. El utilizó en las giras de la banda una máscara con la silueta de un cerdo que le cubría la cara por completo. Acompañó a la banda en la gira de estos discos: See You On The Other Side (2005) y Korn MTV Unplugged (2006). Está apoyando al grupo en la percusión ya que el baterista original de la banda, David Silveria no tocará con la banda hasta próximo anuncio. (Actualmente es Ray Luzier quien está cubriendo la batería de Korn.)
- Datos: Q4181028